# Lucius Bellinger Northrop
Pour les articles homonymes, voir Northrop (homonymie).
Lucius Bellinger Northrop (8 septembre 1811 – 9 février 1894) est le commissaire général des forces armées des États confédérés d'Amérique. Nommé par le président confédéré Jefferson Davis, un ami personnel, Northrop est responsable de la logistique et de la chaîne d'approvisionnement qui transporte la nourriture, les vêtements et le fourrage pour les armées du Sud de la guerre de Sécession, en particulier l'armée de Virginie du Nord. Northrop est également responsable de l'approvisionnement des camps de prisonniers qui détiennent les prisonniers de guerre fédéraux, comme Andersonville.

## Avant la guerre
Northrop naît à Charleston, en Caroline du Sud. Il entre l'académie militaire américaine de West Point, dans la promotion 1831. À cette époque, il croise un futur collègue sudiste, Jefferson Davis (promotion 1828). Après avoir obtenu son diplôme, Northrop est nommé second lieutenant des dragons et est affecté dans une série de postes, y compris en service dans le territoire de Floride au cours de la deuxième guerre séminole. Pendant son service dans le territoire indien en octobre 1839, Northrop subit une grave blessure à son genou droit par un tir accidentel de son propre pistolet. À l'exception de quelques mois de service dans le département de subsistance de l'armée (d'octobre 1842 à mai 1843), il passe les 8 ans suivants en congé de maladie. Avec la permission du département de la Guerre, il étudie à l'université médicale Jefferson de Philadelphie.
Les liens entre Northrop et Davis sont importants pour la carrière de Northrop. Invalide permanent, Northrop ne peut plus effectuer des services sur le terrain pour l'armée des États-Unis. En janvier 1848, il est retiré des registres de l'armée, se retirant dans la vie civile, à Charleston et le comté d'Anne Arundel, au Maryland. Toutefois, lorsque Davis est nommé secrétaire de la Guerre, en 1853, le nouveau secrétaire de Cabinet prend des mesures pour rappeler son ami dans l'armée. Northrop boiteux est promu au grade de capitaine.

## Guerre de Sécession
En tant que sudiste et ami de Davis, Northrop démissionne de sa commission des États-Unis en janvier 1861 pour rejoindre les couleurs sécessionnistes. Après l'élection de Davis à la présidence confédérée, le nouveau commandant en chef promeut Northrop au grade de colonel ; en mars 1861, le département de la Guerre confédéré, le nomme au poste de commissaire général. Dans ce bureau, Northrop est responsable des services logistiques, y compris du transport des exigences militaires (autres que des armes et des munitions), aux armées confédérées, du mouvement des unités confédérées d'un point à autre le long du front de bataille, et de la fourniture de produits de première nécessité pour les membres de l'armée de l'Union détenus dans les camps de prisonniers de camps sudistes. Northrop sert à ce poste de mars 1861 jusqu'en février 1865, quand il est démis de ses fonctions.
En tant que commissaire général confédéré, Northrop fait face à des problèmes de logistique presque insurmontables. L'économie du Sud n'est pas organisée pour la guerre totale et ne possède pas l'infrastructure nécessaire pour générer de grandes quantités de nourriture, de chaussures et de vêtements, ni pour le transport sur de longues distances. La Confédération manque de machines pour maintenir le réseau de chemin de fer existant, ou pour construire de nouvelles locomotives et des wagons de chemin de fer pour remplacer le matériel usé. En outre, la forte inflation ravage la valeur de la monnaie confédérée que les hommes de Northrop est autorisée à offrir des exploitations agricoles, des commerces, et de petites usines pour les biens dont ont désespérément besoin les armées.
Même lorsque l'allocation est accordée pour des facteurs hors du contrôle du colonel de Northrop, cependant, sa performance dans la fourniture de nourriture, de chaussures, de vêtements et d'autres produits de première nécessité pour les armées de la Confédération est jugé injustement insuffisante par les historiens comme Bell I. Wiley. À de nombreuses reprises, les soldats confédérés sont forcés de se contenter de quelques rations maigres ou insuffisantes, ou à fourrager parmi leurs propres compatriotes pour obtenir les nécessités de la vie.
Alors que la guerre continue, les soldats confédérés commencent, dans lettres à leur famille et à leurs représentants, à exprimer leurs préoccupations au sujet de la performance du bureau du commissariat général. Fidèle à son ami, et conscient de l'ensemble des dilemmes logistiques auxquels fait face la Confédération, le président Davis s'abstient de faire Northrop un bouc émissaire. Cependant, les problèmes de logistique s'aggravent et atteignent un crescendo dans la situation de ravitaillement à laquelle fait face l'armée de Virginie du Nord pendant le siège de Petersburg pendant l'hiver de 1864-1865. Bien que l'armée de Robert E. Lee est devenue à ce moment absolument essentielle au maintien de l'existence de la Confédération, seules deux lignes de chemin de fer (le chemin de fer de Richmond & Danville et celui de Southside) relient les soldats affamés avec les champs fertiles de la rive Sud de la Virginie, et le corps du commissariat de Northrop est pathétiquement incapable de nourrir l'armée de Lee.
Davis nomme Northrop brigadier général le 26 novembre 1864, mais il ne risque pas l'envoi de la nomination au Sénat confédéré, où elle aurait sûrement été rejetée.
Les adversaires de Northrop, y compris les membres de la Chambre et du Sénat confédéré qui croit que la situation de ravitaillement de Northrop est devenue une menace mortelle pour la perspective d'une éventuelle victoire confédérée, mettent finalement en place et adoptent des mesures législatives  extraordinaires visant à destituer le commissaire général ou le démettre de ses fonctions. Lorsque Davis cherche à nommer le major général John C. Breckinridge en tant que secrétaire de la Guerre confédéré, Breckinridge exige comme condition de son acceptation que Northrop soit démis de ses fonctions. Le général Robert E. Lee ne demande pas directement la démission de Northrop, mais il est clair pour Davis qu'il espère le changement quand il est nommé général en chef. Il écrit au secrétaire de la Guerre, « si certaines modifications ne sont pas apportées, et le département du commissariat réorganisé, j'appréhende conséquences désastreuses. La force physique des hommes, si leur courage survit, doit échouer avec ce traitement ». Davis cède finalement et accepte la démission du colonel Northrop. Cependant, il est trop tard. Moins de deux mois plus tard, les troupes fédérales bien ravitaillées de l'armée du Potomac remportent une victoire décisive sur l'armée de Lee mal nourrie lors de la bataille de Fives Forks, aboutissant en quelques jours à la reddition à Appomattox.
L'historien sudiste Bell I. Wiley, qui s'est spécialisé dans l'examen et la recherche sur l'expérience au jour le jour des troupes de combat de la guerre de Sécession, développe un mépris du lien entre Davis et Northrop :

« Un facteur considérable dans l'impopularité du président avec le Congrès et avec le pays en général était son soutien constant aux fonctionnaires discrédités. Malheureusement, certains de ceux à qui il tenait le plus tenacement étaient des hommes de capacités médiocres, tandis que d'autres étaient grossièrement incompétents. Lucius B. Northrop, le commissaire général confédéré, n'était, pour le moins, pas un succès aussi brillant qu'indispensable. Beaucoup de chefs de l'armée, du Congrès et du pays en général le considéraient comme désespérément inefficace. Mais Davis avait pris position pour Northrop dans la période d'avant-guerre, et il a refusé de tenir compte des critiques croissantes de lui pendant le conflit. Le 18 janvier 1865, J.B. Jones notait dans son journal que Northrop était « toujours soutenu par le président, contrairement aux souhaits de toute la Confédération ». Ce n'est qu'en février 1865, après que la Chambre des représentants confédérée eut exigé expressément le renvoi de Northrop, que Davis le destitua. Et il a continué à le défendre longtemps après que le choc des armes avait cessé. »

## Après-guerre
Après la guerre, le colonel Northrop est arrêté à Raleigh, en Caroline du Nord, le 30 juin 1865, par les fédéraux victorieux et enfermé pendant quatre mois, en tant qu'officier qui a donné de l'aide et du réconfort à la Confédération, et pour les privations subies par les prisonniers de guerre fédéraux au cours du service de Northrop au titre de commissaire général. Après sa libération en novembre 1865, il vit dans l'obscurité dans une ferme près de Charlottesville, en Virginie.
Assailli par ses problèmes de genou et par les défis du handicap liés à l'âge, en 1890, il se retire dans la maison des soldats confédérés de la ligne du Maryland, à Pikesville, dans le Maryland, où il meurt. Il est enterré dans le cimetière de la nouvelle cathédrale catholique à Baltimore, dans le Maryland.

## Papier de Northrop
Les collections des documents de Northrop documents sont conservés dans les bibliothèques municipales de la ville de New York et à Alexandria, en Virginie.